# Aleksandr Isakov
Alexander Isakov (en ruso: Александр Степанович Иисаков, 1730-1794) - mayor general ruso, figura militar y administrativa del siglo XVIII, gobernador de Nueva Rusia (1764-1770).

## Biografía
Nació en la familia de un empleado y sirvió en el ejército desde 1742.
En 1755 se convirtió en capitán. Participante en la Guerra de los Siete Años 1756-1763.
El 22 de marzo de 1764, fue designado para el cargo de comandante de la fortaleza de Santa Isabel y de todas las aldeas cercanas a esta fortaleza que formaban parte de la provincia de Nueva Rusia, cargo que ocupó hasta su dimisión.

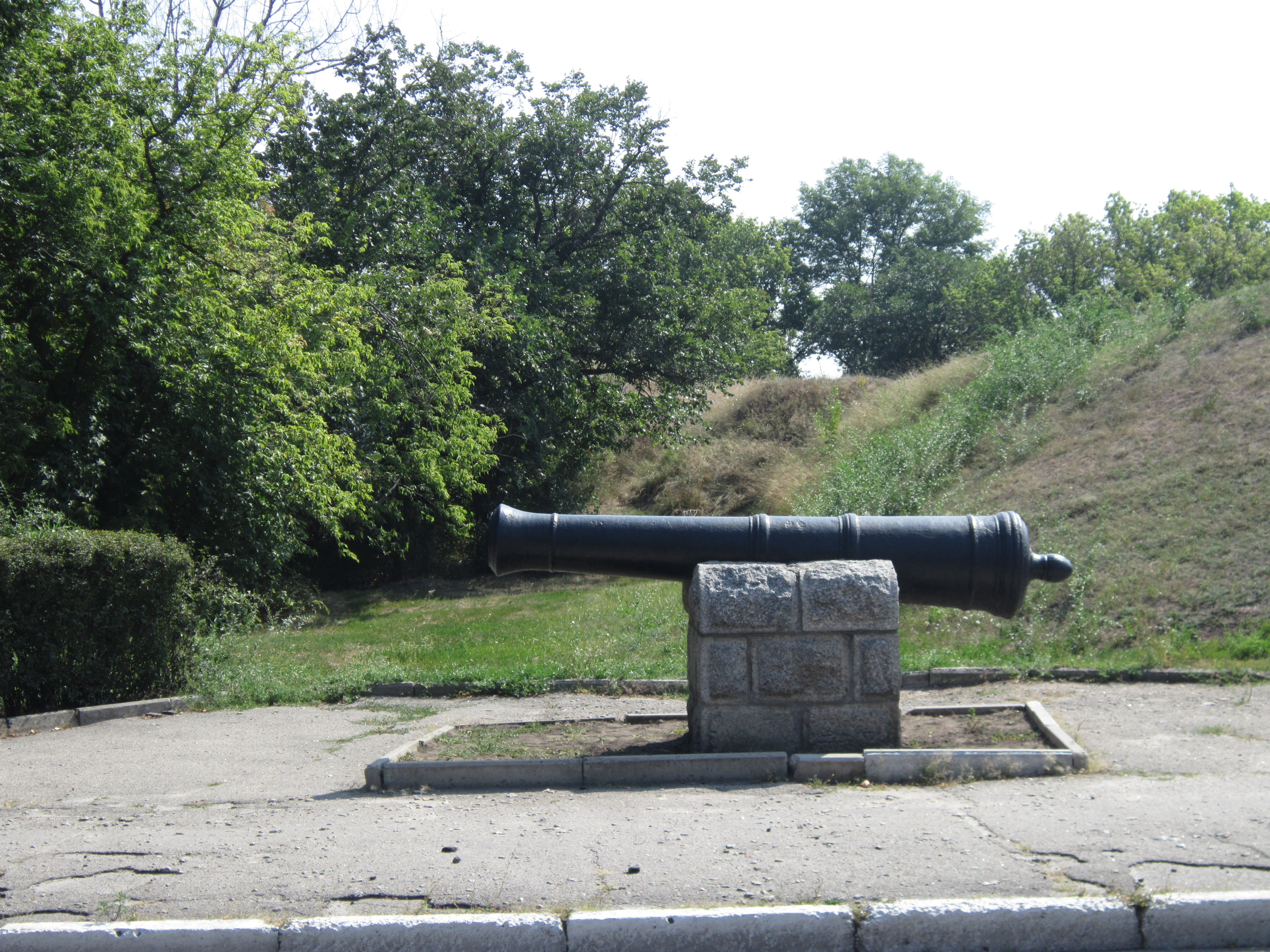
Cañones y fortificaciones de tierra de la Fortaleza de Santa Isabel en la ciudad de Kropivnitski

Participó en las primeras campañas de la guerra ruso-turca (1768-1774), donde comandó la defensa de la fortaleza de Santa Isabel.
El 1 de enero de 1770 fue despedido del servicio en el mismo rango 